# كانبيرا يونايتد
نادي كانبرا يونايتد لكرة القدم (بالإنجليزية: Canberra United Football Club)، هو نادٍ أسترالي محترف لكرة القدم يقع مقره في مدينة كانبرا، عاصمة أستراليا. تأسس النادي في عام 2008 من قبل اتحاد كرة القدم في العاصمة (كابيتال فوتبول)، وكان أحد الأعضاء المؤسسين في الدوري الاسترالي، كما أنه النادي الوحيد في الدوري الذي لم يكن مرتبطًا بفريق من الدوري الاسترالي للرجال. يشارك كانبرا يونايتد حاليًا في الدوري الأسترالي للسيدات. يُعد ملعب ماكيلار بارك هو ملعبه الرئيسي، وقد تُوّج النادي بلقب الدوري مرتين، كما نال لقب الصدارة في الموسم (الـPremiers) ثلاث مرات.